# Шовківництво
Шовківництво — розведення тварин задля одержання від них шовку. Найчастіше вирощують метеликів тутового шовкопряду (Bombyx mori). Гусінь цього виду заляльковується всередині кокону. Його вона плете з шовкових ниток, які сама ж утворює. Промислове шовківництво є галуззю твариництва і постачальником сировини для шовкової промисловості.
У Мерефі (Харківська область) працював науково-дослідний Інститут шовківництва — структура УААН. На базі інституту склалася відома наукова школа, очолювана О. З. Злотіним. 2008 року інститут ліквідували.
Вагомий внесок у вивчення нетрадиційних для України видів шовкопрядів і їх запровадження у виробництво зроблено М. М. Синицьким.

## Історія шовківництва

### Походження
Шовківництво має історію понад 6000 років. Найдавніші сліди шовку, які датуються понад 8 500 років, були знайдені китайською командою в гробницях Цзяху. Але походження вирощування гусениць тутового шовкопряду  частково належить до легенди. Вона розповідає, що саме китайська принцеса Сі-Лінг-Чі, за 26 століть до н.е., скинувши кокон метелика у чашку чаю, виявляє принцип змотування шовку.
Археологічні відкриття показують наявність шовковиці для розведення шовкопряда в культурі Яншао (середній китайський неоліт (4,500 до 3000 р. до н.е.). Китайська  імперія зберігатиме більше двох тисячоліть ексклюзивність виробництва шовку. Більше двох століть до н.е. торгівля шовком поширюється до Греції. Римляни називали район за Гангом Серікумом. Тільки протягом  VI століття н.е. техніка виробництва шовку з'являється в середземноморському басейні. Спочатку Візантійська імперія ревно її оберігає. Прокоп де Сезар (500 -560) описує, як імператор Юстиніан (483-565) здобуває успіху в шовківництві.
Мусульманське завоювання Піренейського півострова і Сицилії розповсюджує ширше ці методи. За сприяння Роджера I Сицилійського (1034-1101) та його сина Роджера II (1093-1154), шовкопряд і шовковиця були введені у колишньому Пелопоннесі, який потім став називатися Море, завдяки важливості культури шовковиці. Шовкова промисловість запроваджується в Сицилії та Калабрії, які стали виробничими центрами. Розповсюдження продовжуєтьс як в Іспанії, навколо Гранади, Толедо чи Севільї, так в Італії навколо Венеції, Флоренції чи Мілана.
Зрештою, Японії, потім Індії вдається відкрити таємницю виробництва шовку та стати важливими виробниками.
"Шовківництво та традиційне виробництво шовку для ткання" записані в репрезентативному списку нематеріальної культурної спадщини людства ЮНЕСКО в 2022 році.

### Шовківництво у Франції

#### Історичний огляд
Прихід пап у Авіньйон на початку XIV століття запроваджує культуру шовковиці в регіоні.
Луї XI (1423-1483) запрошує італійських та грецьких майстрів оселитися в Турі, місті, яке нараховує 8000 ткацьких верстатів в 1546 році і, таким чином, стає шовківницьким центром, важливішим, ніж Ліон, Монпельє чи Париж. Інші заходи вживаються королівською владою, зокрема Франсуа І, який підписав у 1544 році королівський указ, що заохочує культуру шовковиці.
Але перш за все Генрі IV дає сильний поштовх для шовківництва завдяки роботі його видатного радника, агронома Олів'є де Серре, у майбутньому департаменті Ардеш. Шовковиці висаджують навіть у саду Тюільрі. Франсуа Трока змушує насадити понад чотири мільйони шовковичних дерев у Провансі та Лангдоці. За Луї XIV Колберт доручив Існарду, опублікувати записки про культуру шовковиці та розведення шовкопрядів.
Потрібна жахлива зима 1709 р., яка заморозила каштани Севенни, а також оливкові дерева по всьому півдню, щоб змусити селян орієнтуватися на новий ресурс,  шовківництво. Шовковиця вирощується в Севенні і, меншою мірою, в Провансі. Мішель Дарлук розповідає про поля шовковиці, що межують з пшеничними полями в зрошуваному Кро.
З 1760 по 1780 р. виробництво коконів становить близько 7000 тонн на рік. У 1853 р. розвиток збільшується, щоб досягнути рекордного виробництва у 1853 році 26 000 тонн. На жаль, цей прогрес відбувається на шкоду санітарним вимогам. Як часто буває, ця інтенсифікація виробництва супроводжується множенням захворювань, що вражають шовкопрядів. Виробництво коконів впало в 1856 році до 7500 тонн. Пан Жанжан, секретар сільськогосподарської комісії Вігана (Гард), пише: «Плантації шовковичних дерев повністю покинуті; золоте дерево більше не збагачує країну ». Насправді ці захворювання з’явилися починаючи з 1849 року, але поширення було сповільнене імпортом іспанського та особливо італійського насіння. У 1855 р. Італія також постраждала, імпортоване насіння було заражене, звідки катастрофічний урожай 1856 року.
Потім насіння імпортують з Японії та Китаю, але погані умови зберігання на складах в Йокогамі чи в Шанхаї, а також тривалість транспортування, наражають на небезпеку їх якість. Імпорт також відбувається з Грузії та Кавказу. Для підтримки діяльності прядильної промисловості кокони також імпортуються з Японії.
Після численних втручань міністра сільського господарства Бехіч довірив вивчення цих захворювань Луї Пастеру. Останній вагається прийняти цю місію, тому що, за власними словами, він ніколи не займався шовковичними хробаками. Пастер закінчує тим, що погоджується і їде 6 червня 1865 року до Алеса. Він вивчає в Севенні (Гард і Ардеш), зокрема, два захворювання: позематоз та мертвотність. Після 5 років роботи він запропонував метод профілактики та опублікував у 1870 р. "Нарис про хворобу шовковичного черв'яка" присвячену її величності імператриці, яка йому сказала, що "наука ніколи не має більше величі, як у зусиллях, які вона докладає, щоб розширити коло своїх благодійних застосувань". Ці захворювання також вивчали Катрфаж, Бешамп та Бальбіані, але нащадки пам’ятатимуть лише ім'я Пастора.
Завдяки цим працям, що рекомендують використовувати здорове насіння, розвиток позематозу припиняється, але виробництво не прогресує і стабілізується між 8000 та 10 000 тонн коконів. Дійсно, потрібно враховувати інші фактори: спротив мертвотності, відкриття Суецького каналу, отже, сильніша іноземна конкуренція, розвиток на півдні від більш прибуткових культур (фрукти та овочі на рівнинах та виноградники на схилах ) та появу синтетичних волокон.
У 1891 році шовківництво започаткувало мальовничу та святкову подію. При вирощуванні шовкопрядів використовували аркуші паперу, перфоровані невеликими круглими отворами. Пан Луе, адміністратор паризького казино, отримав відходи цих аркушів паперу. Вони використовуються як метальні частинки в костюмованому балі на честь паризького карнавалу. Таким чином, почалася світова мода на паперове конфетті, дивовижна на початку і яку ми знаємо ще сьогодні.
Після потрясіння війни 1914-1918 рр. виробництво стабілізується між 3000 та 4000 тонн коконів, а потім, починаючи з 1924 року, воно продовжувало зменшуватися до 500 тонн під час Визволення. Під час Другої світової війни проявляється коротке оновлення для виготовлення парашутів. Плакат, опублікований Міністерством сільського господарства, просить французьких фермерів вирощувати шовкопрядів з гаслом: "Французькі парашути, виткані з французького шовку". Незважаючи на це, виробництво продовжувало зменшуватися, щоб стати лише анекдотичним.

#### Спроби нового підйому
Перший новий підйом очолив Едуард де Казалет в Мольєр-Кавайаці (Гард) на користь Центру допомоги роботою. Результати не були переконливими. Ще одна спроба розпочинається в 1972 році в Моноблеті. Колишній розплідник для розведення шовковиків відновлюється і створюється Асоціація розвитку шовківництва у Севенні. У 1978 році, році закриття шовковичної станції Алесу, Асоціація розвитку шовківництва розпочала свою першу виробничу кампанію. Кілька фермерів мобілізуються і виробляють півтори тонни коконів. Проект розвивається та отримує допомогу Генеральної ради та Регіональної ради.
Однак виробництво залишається дуже низьким.

## Технічні умови вирощування
Виростити кілька шовковичних гусениць Bombyx для отримання коконів легко, але для розведення великої кількості шовкопрядів все складніше: необхідно дотримуватись суворих гігієнічних умов для запобігання різних захворювань. Перш ніж виготовити кокон, щоб перетворитися на хризаліду, гусениця зазнає чотирьох линянь. Проміжок часу між цими линяннями отримав назву віку. Таким чином, шовкопряд проходить через п'ять послідовних віків.

### Грена: інкубація і вилуплення
Перша умова, необхідна для вирощування шовкопрядів, - це вибір грени. Потрібно шукати сірий колір. Виробництво грени є делікатною операцією, спеціалізовані установи були затверджені відповідно до закону від 7 березня 1944 року з метою отримання здорового штаму.
Поміщення в інкубацію повинно здійснюватися в середині квітня, час, коли бруньки шовковиць починають розпускатися. Умови для хорошої інкубації:
- Помірна теплота, що регулярно піднімається від 1 до 2 градусів на день до 23 °C і ніколи не опускається вниз;
- Чисте і постійно оновлене повітря, необхідне для дуже активного дихання яєць у цей час;
- Незначна вологість, щоб уникнути висихання грени.

Щоб здійснити цю інкубацію, грени колись поміщали в пакетики, або вузлики, які жінки носили під одягом або поміщали в нагрітому приміщенні, наприклад, кімнату де розташована пекарська піч. Найкращим рішенням є використання інкубатора, класичним типом якого у Франції є севеннський інкубатор.
Тривалість інкубації - це, як правило, два тижні; наближення до вилуплення проявляється зміною забарвлення яйця, яке стає білуватим. Вилуплення триває від 3 до 4 днів. Щоб вийняти молодих вилуплених червів, на яйця розміщують шматок тюлі, на який  кладуть листя шовковиці, нарізані тонкими смужками. Молоді личинки проходять через полотно, щоб з'їсти листки, які виймаються і кладуться на сита як тільки на них з'являється гусінь.

### Вирівнювання і розміщення на відстані шовковиків
Щоб полегшити проведення вирощування, важливо, щоб шовковики еволюціонували однаково, тобто, щоб вони линяли і робили свої кокони одночасно. Тому останні вилуплені повинні розвиватися трохи швидше, щоб наздогнати інших. Для цього вони будуть переміщені в найгарячіші місця в розпліднику для шовковиків.
Розташування на відстані є фактором, який надзвичайно впливає на санітарний стан, а отже, і на продуктивність. Необхідно рахувати гусениць 5-го віку, приблизно 2м² сита для 1 граму грени.

### Пересадка шовковиків
Потрібно позбавити шовковиків від екскрементів та забрудненого листя, не торкаючись їх, щоб їх не пошкодити. Ця операція під назвою пересадка шовковиків проводиться, після кожного линяння, самими шовковиками за допомогою  аркушів паперу із отворами або сіток із отворами залежно від розміру шовковиків, які поміщають на гусениць. Черви проходять через отвори, щоб знайти свіже листя, яке покладене на сітки. Після пересадки, стару підстилку потрібно зняти з обережністю, щоб не розповсюджувати пил, що містить багато зародків.

### Харчування
Потрібно годувати шовковиків невеликою кількістю, але часто, 4 рази на день. Їжу потрібно давати регулярно. Шовковики їдять з більшою жадібністю і краще виграють від їжі, яка поширюється рівномірно. Для 25 - 30 г грени, за оцінками, необхідно розподілити протягом 32 днів, під час яких  триває вирощування, в середньому, близько 1300 кг листя.